# Puttelange-lès-Thionville
Puttelange-lès-Thionville (deutsch Püttlingen, lothringisch Pëttléngen) ist eine französische Gemeinde mit 1033 Einwohnern (Stand 1. Januar 2022) im Département Moselle in der Region Grand Est (bis 2015 Lothringen).

## Geografie
Die Gemeinde Puttelange-lès-Thionville liegt an der französisch-luxemburgischen Grenze, etwa drei Kilometer südlich von Bad Mondorf und 18 Kilometer nordnordöstlich von Thionville am Flüsschen Beyren. Zur Gemeinde gehören die Ortsteile Halling, Himling und Hasensprung.

## Geschichte
Puttelange wurde erstmals 907 als Putlinga urkundlich erwähnt. Das Gemeindewappen entspricht dem Wappen der ehemaligen Ritter von Puttelange. Vor dem Ersten Weltkrieg lautete der französische Name des Ortes Puttelange-lès-Rodemack.

### Bevölkerungsentwicklung
| Jahr      | 1962 | 1968 | 1975 | 1982 | 1990 | 1999 | 2007 | 2019 |
| Einwohner | 491  | 476  | 478  | 506  | 510  | 611  | 892  | 1009 |

## Sehenswürdigkeiten
- Barockkirche Saint-Remi von 1754
- Landschloss La Burg von 1653
- mehrere Kapellen

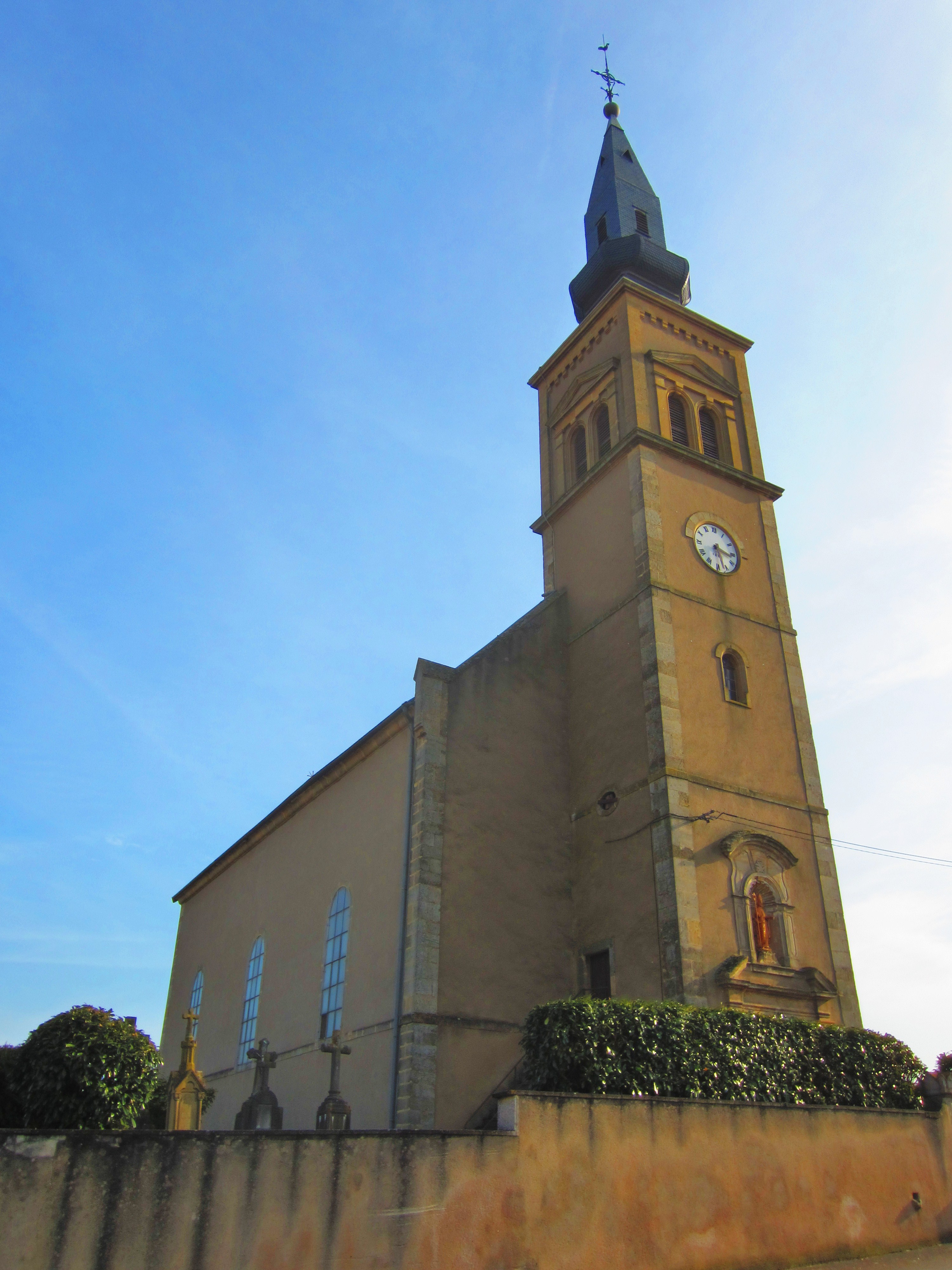
Kirche Saint-Remi
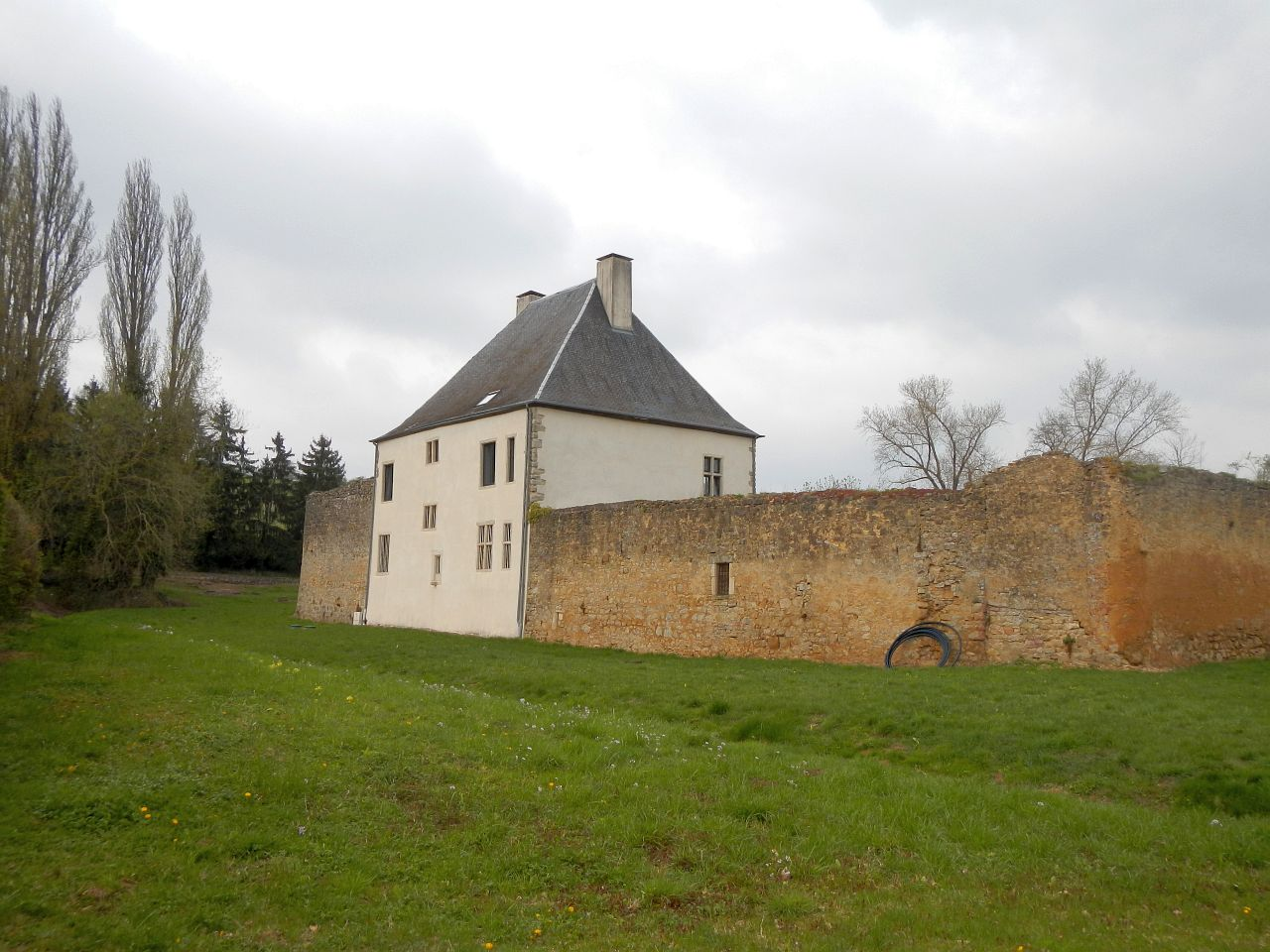
Schloss
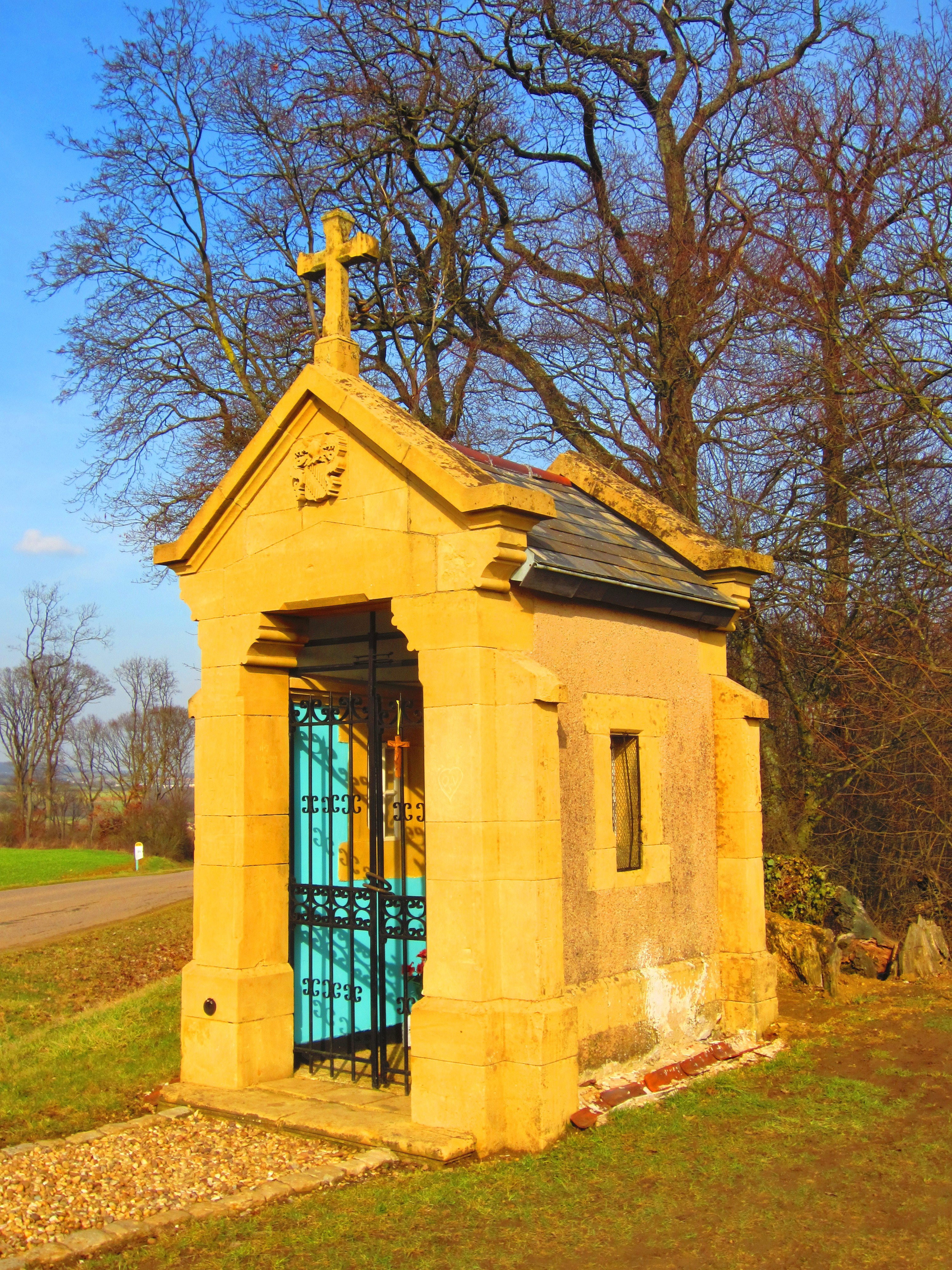
Kapelle St. Anton
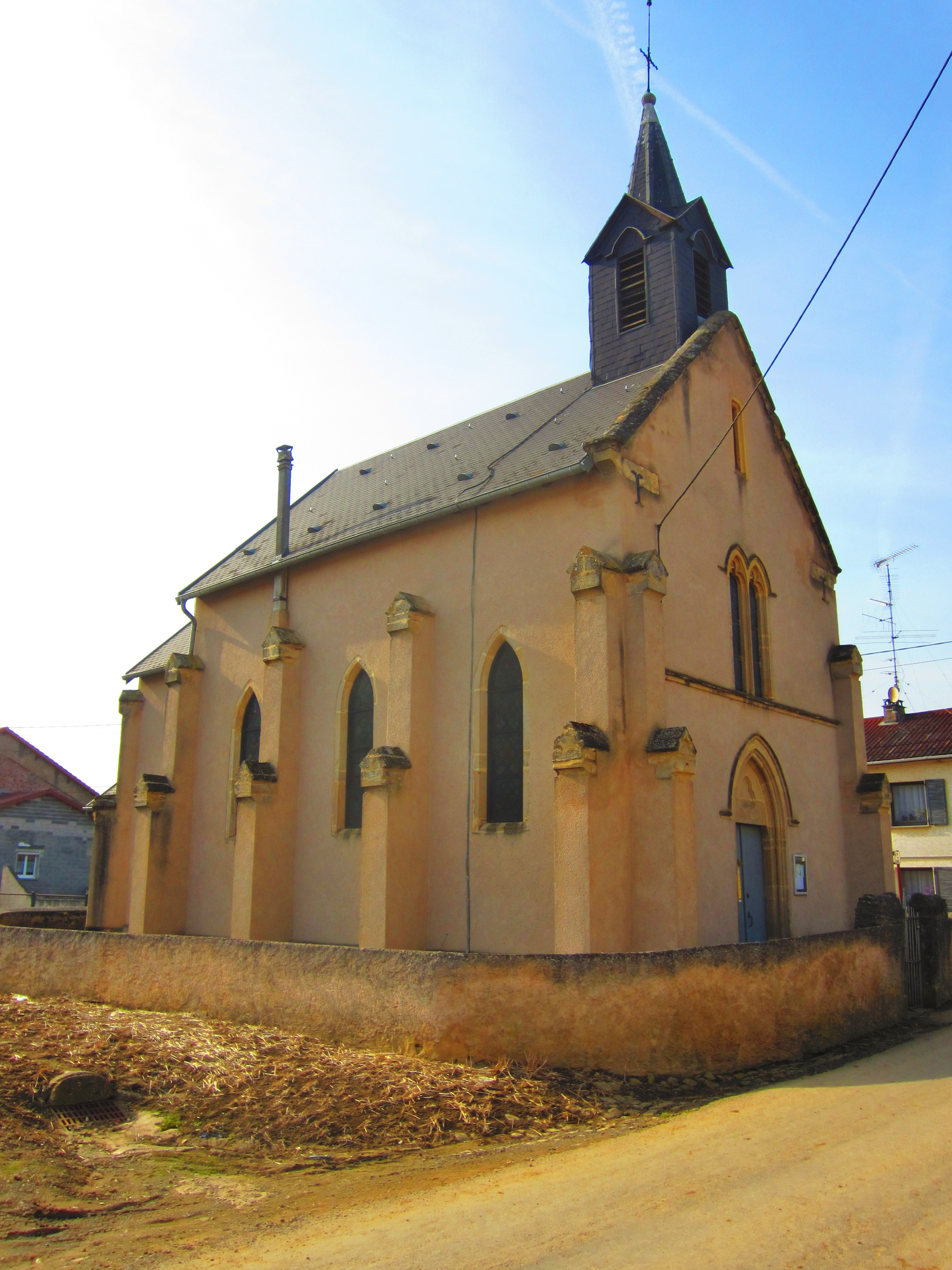
Kapelle St. Quirinus im Ortsteil Himling
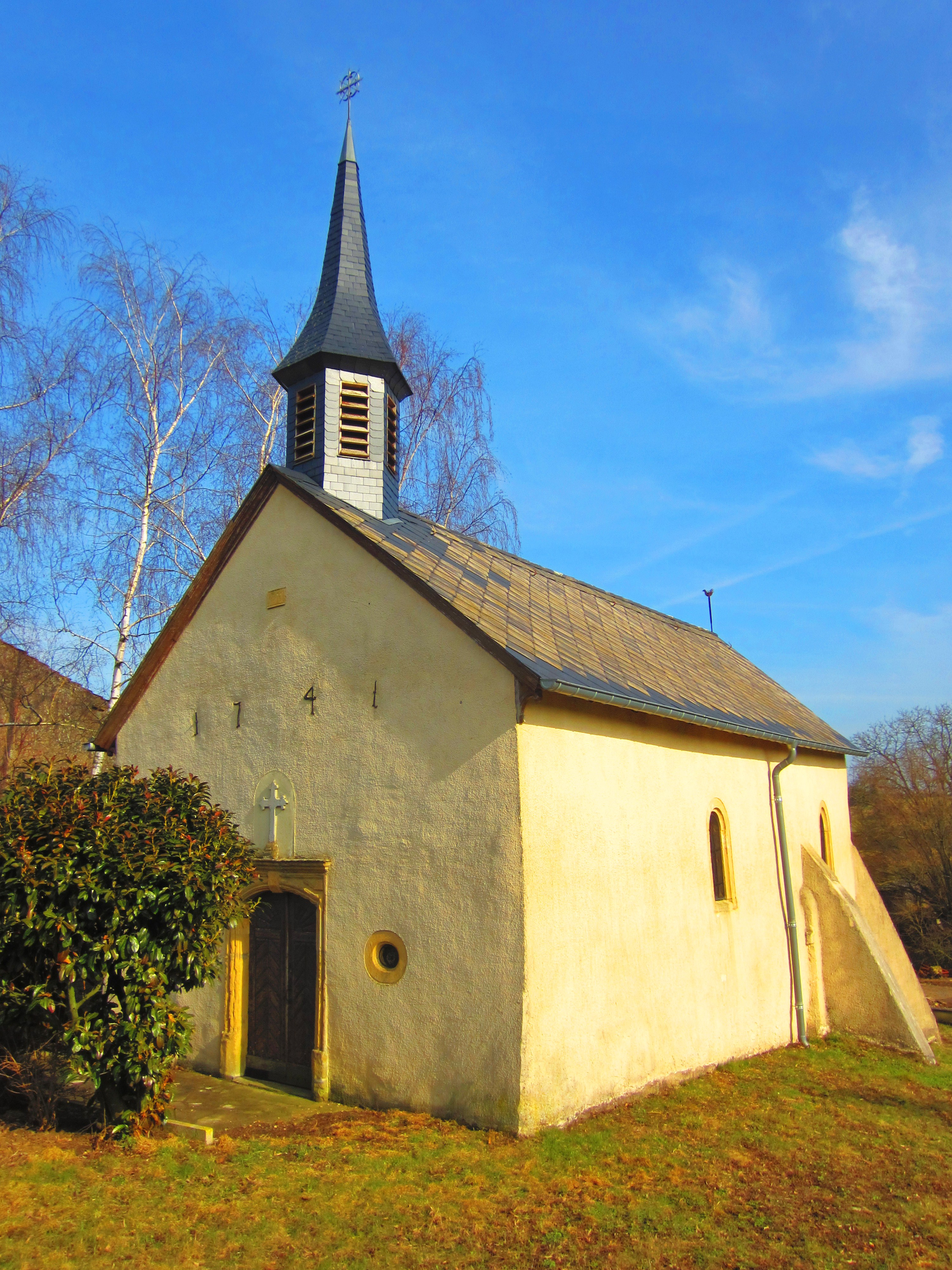
Kapelle St. Willibrord im Ortsteil Halling
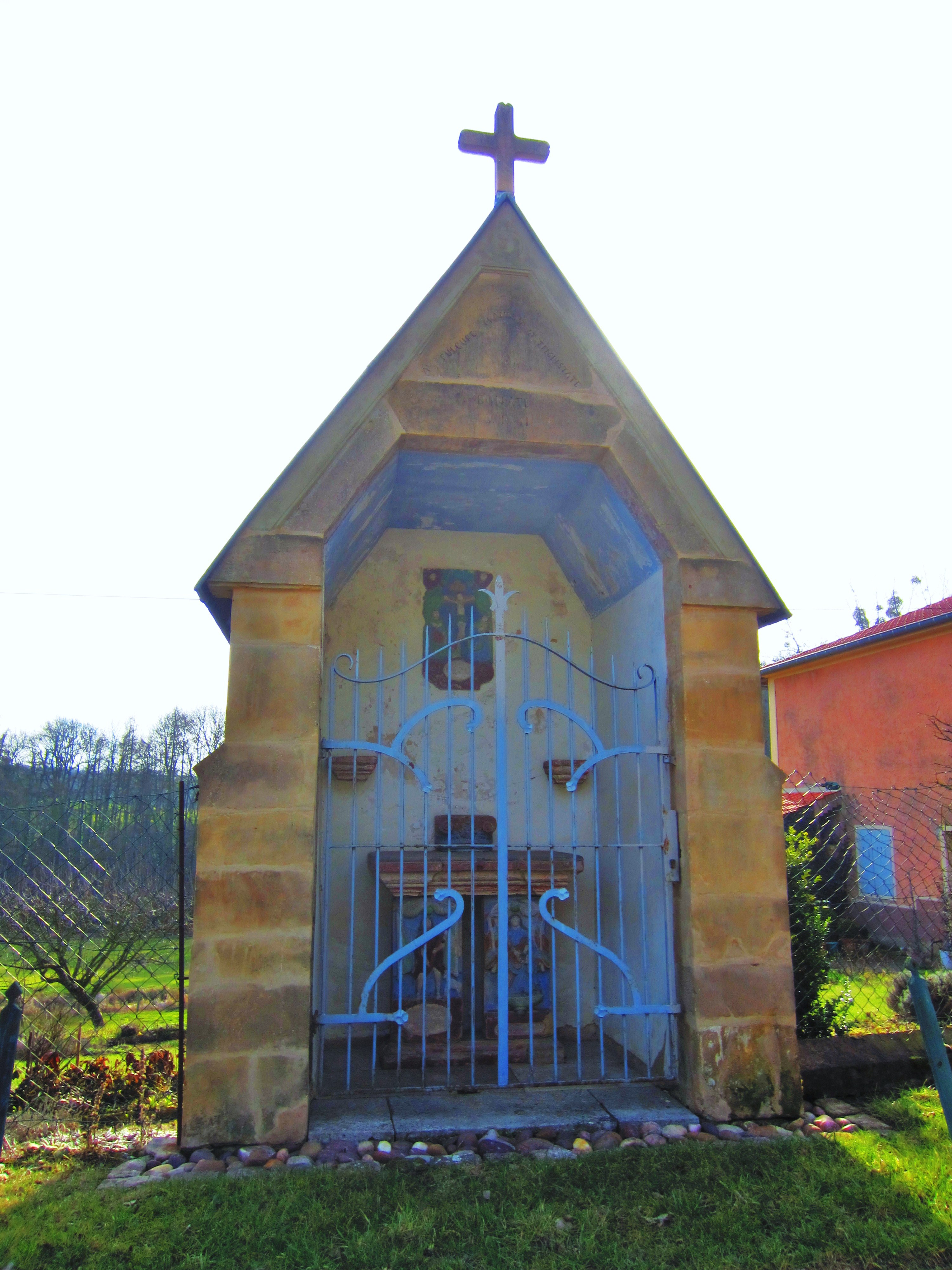
Oratorium Schlesserei

## Belege
1. ↑  Wappenbeschreibung auf genealogie-lorraine.fr (französisch)